# Георги Минков (офицер)
Вижте пояснителната страница за други личности с името Георги Минков.
Георги Милев Минков, с псевдоним Гео, е български офицер (генерал) и партизанин.

## Биография
Роден е на 28 март 1909 г. в софийското село Кътина. През 1928 г. става член на РМС, а през 1932 г. и на БКП. От 1933 до 1935 г. сътрудничи на ЦК на БКП. Арестуван е и лежи в затвора до 1936 г. Участва в гражданската война в Испания. Лежи в затвор във Франция (1939 – 1940). Между 1941 и 1943 г. е политически затворник. От 1943 г. е партизанин в партизанска бригада „Чавдар“, Трънския партизански отряд и партизанска бригада „Георги Димитров“. От 28 октомври 1944 г. е помощник-командир на тридесет и втори пехотен загорски полк. Награждаван е с орден „За храброст“, IV степен, 2 клас и югославския орден „Партизанска звезда“, II степен. След Втората световна война влиза в българската народна армия. Работи и в структурите на МВР, като достига чин генерал. Началник е на отдел в управление на Държавна сигурност. Пише спомени, озаглавени „Неспокойни години. Спомени (1923 – 1945)“.. Умира през 1985 г. в София.